# Paddington (film)
Paddington – brytyjsko-francuski film familijny z 2014 roku w reżyserii Paula Kinga. Film zainspirowany serią książek dla dzieci autorstwa Michaela Bonda o Misiu Paddingtonie.

## Fabuła
W odległej peruwiańskiej dżungli, brytyjski badacz Montgomery Clyde odkrywa parę inteligentnych niedźwiedzi o imionach Lucy i Pastuzo. Kiedy nawiązuje z nimi kontakt okazuje się, że potrafią one mówić i są wielkimi smakoszami marmolady. Postanawia spędzić z nimi trochę czasu, by ich lepiej poznać, a przed wyjazdem zaprasza ich do odwiedzenia go w Wielkiej Brytanii.
Mija kilka lat. Pewnego dnia do Lucy i Pastuzo przychodzi ich siostrzeniec, by pomóc im w zbiorze owoców, z których robią marmoladę. Nieoczekiwanie w nocy dochodzi do trzęsienia ziemi, które niszczy ich dom. Lucy i jej siostrzeńcowi udaje się ukryć, ale rankiem odkrywają, że Pastuzo gdzieś zniknął, a jedyne co po nim zostało to kapelusz. W tej sytuacji Lucy postanawia wysłać go do Londynu, żeby tam poszukał sobie nowego domu. Jednak po przybyciu do miasta młody niedźwiedź trafia na dworzec kolejowy, gdzie nikt nie chce mu pomóc. Uwagę zwraca na niego dopiero Mary Brown, która pomimo niechęci swojego męża Henry’ego postanawia go przygarnąć. Nadaje mu też imię Paddington. W domu państwa Brownów młody niedźwiedź doprowadza do serii wypadków, czym wywołuje jeszcze większą irytację Henry’ego. Mimo tego wierzy, że rodzina pomoże mu odnaleźć Clyde’a. Mary zauważa, że kapelusz, który Paddington ma po Pastuzo, jest w rzeczywistości kapeluszem Clyde’a i ma on wartość zabytkową. Idąc tym tropem udają się do antykwariatu, w którym spodziewają się natrafić na jakiś dalszy ślad.
Tymczasem bezwzględna dyrektorka Muzeum Historii Naturalnej, Millicent, która skupuje wypchane, egzotyczne zwierzęta, dowiaduje się od jednego ze swoich dostawców o Paddingtonie. Postanawia go za wszelką cenę schwytać i dołączyć do swojej kolekcji. W tym celu wykorzystuje także zauroczonego w niej sąsiada Brownów, pana Curry’ego.
W antykwariacie prowadzonym przez pana Grubera, Paddington dowiaduje się, że kapelusz należał do gildii odkrywców. Z pomocą Henry’ego udaje mu się zdobyć w ich siedzibie nazwiska jej członków. Ponieważ znajduje się na niej kilka osób o nazwisku M. Clyde, Paddington przy użyciu książki telefonicznej wyszukuje adres każdej z nich.
Po powrocie do domu Brownów, Paddington zostaje na jakiś czas sam. Wykorzystując okazję Millicent chce go porwać, ale podczas szamotaniny dochodzi do zaprószenia ognia i pożaru domu. Kobieta ucieka przed powrotem rodziny, która nie daje wiary w historię o próbie porwania. Zdenerwowany Henry każe Paddingtonowi jak najszybciej wyprowadzić się z ich domu. W tej sytuacji postanawia on na własną rękę odszukać Montgomery’ego Clyde’a. Jednak, gdy w końcu trafia do jego domu dowiaduje się, że zmarł on kilka lat wcześniej, a Millicent jest jego córką. Wychodzi też na jaw, że zawsze żywiła do ojca urazę za to, że nie przywiózł napotkanych w Peru niedźwiedzi, dzięki którym stałby się sławny i bogaty. Postanawia więc naprawić błąd ojca i porwać Paddingtona, by go wypchać i umieścić w muzeum. Tymczasem pan Curry odkrywa jej prawdziwe zamiary i wzywa na pomoc rodzinę Brownów. Ostatecznie udaje im się uratować uwięzionego w muzeum Paddingtona, którego postanawiają przygarnąć do siebie na stałe.

## Obsada

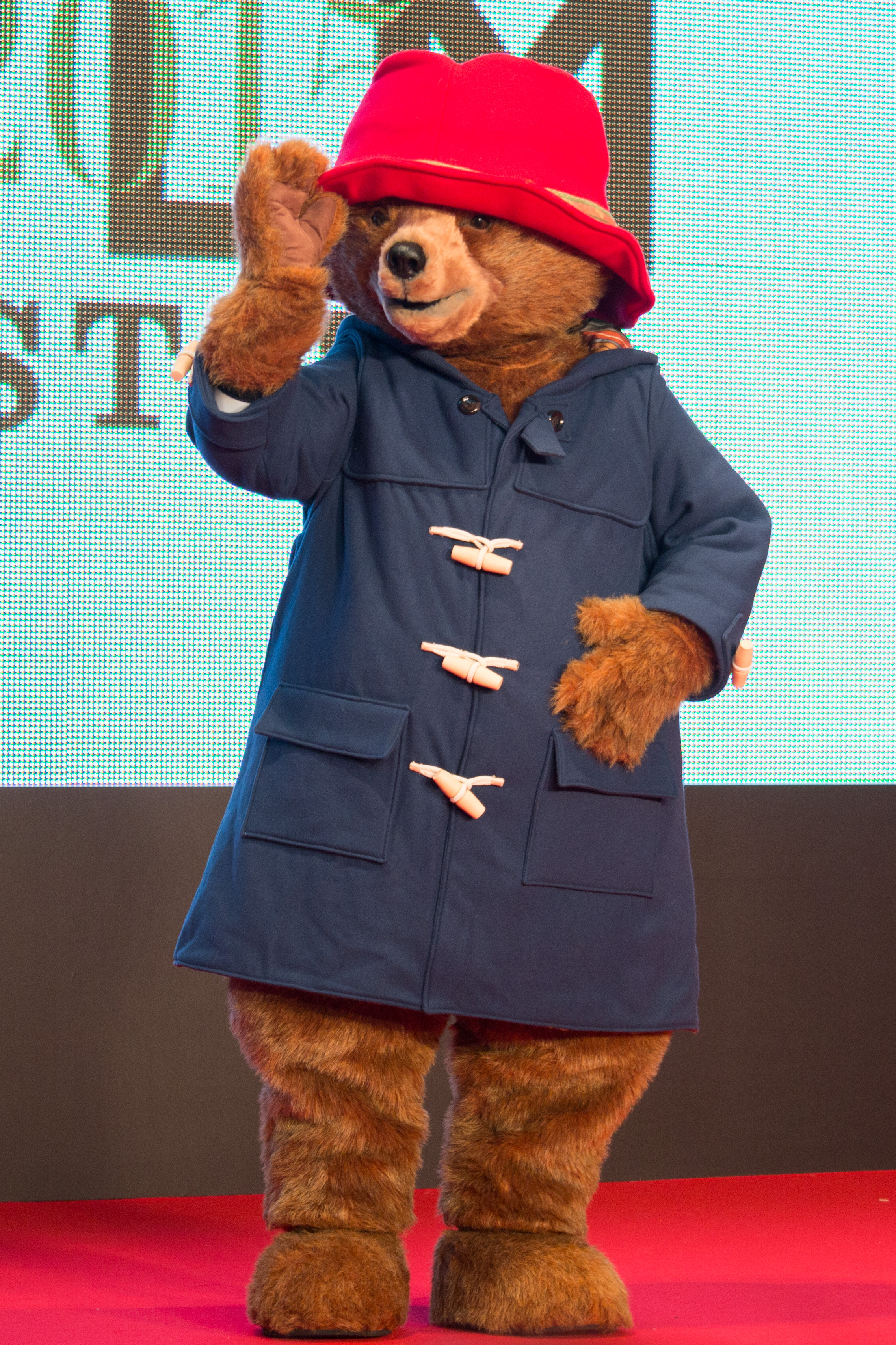
Miś Paddington

| Rola             | Aktor            | Polski dubbing         |
| ---------------- | ---------------- | ---------------------- |
| Paddington       | Ben Whishaw      | Artur Żmijewski        |
| Henry Brown      | Hugh Bonneville  | Aleksander Mikołajczak |
| Mary Brown       | Sally Hawkins    | Jolanta Fraszyńska     |
| Judy Brown       | Madeleine Harris | Wiktoria Gąsiewska     |
| Jonathan Brown   | Samuel Joslin    | Franciszek Dziduch     |
| pani Bird        | Julie Walters    | Teresa Lipowska        |
| Millicent Clyde  | Nicole Kidman    | Maja Ostaszewska       |
| Samuel Gruber    | Jim Broadbent    | Zdzisław Wardejn       |
| pan Curry        | Peter Capaldi    | Grzegorz Wons          |
| ciocia Lucy      | Imelda Staunton  | Grażyna Zielińska      |
| wujek Pastuzo    | Michael Gambon   | Jan Prochyra           |
| Montgomery Clyde | Tim Downie       | Marcin Przybylski      |
| Joe              | Matt Lucas       | Grzegorz Małecki       |

## Produkcja
Pierwsze wzmianki o filmie pojawiły się w 2007 roku. Ogłoszono wówczas, że jego produkcją zajmie się David Heyman, a scenariusz napisze Hamish McColl. Prace nad filmem utknęły jednak aż do 2013 roku, kiedy to Heyman ogłosił, że Colin Firth użyczy głosu tytułowej postaci. Z budżetem wynoszącym około 38 milionów euro film stał się jednym z najdroższych jaki wyprodukowała francuska wytwórnia StudioCanal. Główne zdjęcia rozpoczęły się na 13 września 2013 roku i trwały do czerwca kolejnego roku. W tym samym czasie Firth dobrowolnie zrezygnował z udziału w produkcji, gdy studio uznało, że jego głos nie jest jednak odpowiedni dla Paddingtona. Na jego miejsce wybrano Bena Whishawa.